# De Cock en de dode tempeliers
De Cock en de dode tempeliers  is het vijfenvijftigste deel van de detectivereeks De Cock van de Nederlandse auteur Appie Baantjer waarin rechercheurs Jurriaan 'Jurre' de Cock en Dick Vledder de moord oplossen op een bankier die actief is in een suspecte broederschap.

## Verhaal
Tegen zijn gewoonte is rechercheur De Cock deze dag op tijd op het werk. Via zijn vrouw had hij vernomen dat de relatie tussen Dick Vledder en zijn Edmay ten einde was. Met nauwelijks verholen vreugde stelt hij de desbetreffende vraag aan zijn collega, die het verdrietig beaamt. De Cock weet nog dat Dick en Edmay serieuze trouwplannen hadden en dat hij en zijn vrouw getuige bij het huwelijk zouden zijn. Dick zoekt de breuk in zijn vak van rechercheur. Eerder heeft Céline hem al verlaten voor een accountant. Edmay koos voor een collega op haar kantoor met nette werktijden van 9 tot 5. Hun discussie over het huwelijk van vroeger en nu wordt onderbroken door het bezoek van Gabriëlle de Lavaterne, geboren De Vries. Haar man Anthonie is bankier bij de IJsselsteinse Bank in Amsterdam en elke avond stipt om 6 uur thuis. Ze vreest nu dat haar man is vermoord.
Zoals gewoonlijk wil Dick Vledder niet veel aan de zaak doen. Die Anthonie Renardel de Lavaterne is gewoon een avond doorgezakt. De Cock beziet dit soort zaken altijd 180 graden anders. De Cock wil eerst eens met zijn secretaresse op de bank gaan praten. Voordat ze zover komen meldt de wachtcommandant een lijk in het souterrain aan de Herengracht met een dolk tussen de schouders. Op de plaats delict komen ze in contact met een soort huisbewaarster, die het pand in de gaten houdt en het schoonmaakt. De eigenaresse Vera de Koning is na de dood van haar vader in haar kleine villa in het Gooi gaan wonen en probeert het monumentale pand via een makelaar te verkopen. Ze heeft alle sleutels van het pand, maar vandaag had ze die niet nodig want het souterrain was niet afgesloten. Ze zegt dat ze binnen niets heeft aangeraakt, toen ze bijna over de dode man struikelde. Ze heeft een zwager bij de politie, de broer van haar man, en die kennen de twee rechercheurs goed. Het is collega Hans Rijpkema, voorheen zelfs werkzaam aan het bureau Warmoesstraat. De Cock zegt nog dat Hans een perfecte vent is en draagt haar over aan Dick Vledder voor verder verhoor. Zelf buigt hij zich over het lijk, waar de dolk, een ponjaard, nog 7 cm uitsteekt. De dolk lijkt door de koperen scheiding tussen greep en kling op een kruis. Dick Vledder herkent hijgend van de overhandigde foto de vermiste Anthonie. Lijkschouwer Den Koninghe geeft als zijn bescheiden mening dat dit keer de moordenaar kleiner is dan het slachtoffer.
Terug aan het politiebureau discussiëren De Cock en Vledder over de sleutels van het pand. Ze worden onderbroken door de eigenaresse. Het is de wonderschone jonge vrouw Vera de Koning, die wil weten wat voor afschuwelijke zaken zich in haar pand hebben afgespeeld. Haar arrogante toon verdwijnt als ze op foto het slachtoffer herkent. De Lavaterne was de bankier van haar overleden vader. Ze geeft toe dat ze allebei lid waren van de Broeders van het Kruis met een tempel aan de Vrijheidslaan. Zelf is ze gescheiden van topsporter Robert Finken. Ze schrikt van de ponjaard als een kruis. Volgens haar duidt dat op een actie van de Broederschap van het Kruis. De Bloedraad van dit genootschap heeft de macht over leven en dood en spreekt in bijzondere gevallen het doodvonnis uit. Een symbolische kruisiging met de Ponjaard van het Kruis.
Bij de rechercheurs meldt zich Frederik Finken, de vader van Robert Finken. Frederik was vanaf zijn studie bevriend met Antonie. Beiden zijn lid van de Broederschap. Maar als lid van de Bloedraad weet hij zeker dat de moord niet door de Bloedraad is bevolen. Gabriëlle komt zich verontwaardigd melden bij de twee rechercheurs. Een anonieme telefoontje heeft haar ingelicht over de gruwelijke moord op Antonie. Ze noemt de Broederschap van het Kruis, waarvan Antonie op verzoek van de directie lid moest worden, idioterie. Maar ze geeft toe dat alle leden een Ponjaard van het Kruis hadden. Ze wijst nu opeens collega bankier Henry Cooperbrander aan als moordenaar. Ze noemt de leden van het genootschap nu ook Tempeliers. Na haar vertrek geeft De Cock Vledder een uitgebreid college over Tempeliers, die eigenlijk bankiers waren. Hij besluit dat ze naar Naarden gaan. Op de Jan Toebacklaan woont Henry Cooperbrander, precies op de grens van Bussum en Naarden. Na enig onderzoek blijkt de voordeur van de villa niet gesloten. Binnen vinden ze een op identieke wijze vermoorde Henry Cooperbrander. Deze zaak moeten ze achterlaten voor de collega's van de regio Gooi en Vechtstreek. Maar eerst zoeken ze tevergeefs in het pand naar de moordenaar en ze vangen de vrouw des huizes op, die nietsvermoedend terugkomt van haar wekelijkse bridgeavond. Ze weet dat haar man die avond een afspraak had met Robert Finken, een potentiële moordenaar met ontembare driften.
De volgende ochtend heeft Dick Vledder nieuws over Robert Finken. Deze succesvolle sportman is een fortuinzoeker en hij dacht ten onrechte dat Vera de Koning een schatrijke vader had. Toen het tegendeel bleek drong hij aan op echtscheiding. De Cock krijgt van zijn chef Buitendam verwijten over zijn optreden in Naarden. De Cock wijst op het risico van een moordenaar in het pand en een echtgenote bij een warm lijk. Als diender denkt hij dus anders dan zijn chef, die eigenlijk beter kan vertrekken. Buitendam rest niet anders dan te gillen: “Eruit!” Albert Cooperbrander meldt zich bij de twee rechercheurs. Hij is de enige zoon van Henry. Hij komt een mysterieus telefoontje melden uit de afgelopen nacht. Hij was bij zijn moeder thuis ontboden en rond 2 uur 's nachts belde vader Finken dat zijn zoon Robert zijn afspraak die avond niet had kunnen nakomen. Na zijn vertrek vertelt De Cock aan Vledder dat hij de nieuwe onthullingen van Albert collegiaal zal doorbellen aan de collega's van Gooi en Vechtstreek, die de moord onderzoeken. Dick Vledder komt met sleutels terug van de sectie en De Cock besluit ze onmiddellijk te gaan proberen. Het blijkt ter plekke dat Anthonie een sleutel van het pand had waar hij werd vermoord. Ze betrappen in het pand de grootmeester van de Broederschap, François Eugène Vidocq in zijn ambtsgewaad. Hij legt uit dat het pand tot de dood van Gajus de Koning een dependance van de Broederschap was en dat hij de sleutel heeft via broeder Theodorus Termunten. Maar als enige heeft hij weer de sleutel van de geheime kast waarin de annalen van de broederschap liggen. Van de vier tempeliers zijn er nog twee over, Theodorus Termunten en Andreas van Aerdenburg. Frederik Finken werpt zich inmiddels op als kandidaat-tempelier.
Terug aan de Warmoesstraat vertelt wachtcommandant Jan Kusters dat de collega's uit het Gooi De Cock hebben gezocht omdat ze Robert Finken gingen arresteren. De volgende dag meldt Dick Vledder dat de collega's uit Gooi en Vechtstreek Robert zijn vingerafdrukken eerder al opgeslagen hadden wegens een vechtpartij in een café te Breukelen. Deze vingerafdrukken zaten ook aan de ponjaard. Volgens Dick Vledder zijn de twee moorden hiermee opgelost. Maar De Cock heeft nog steeds geen goed motief. Hij besluit een cognackie te gaan halen bij Smalle Lowietje. De Cock moet Lowie eerst bijpraten over broederschappen en ponjaards. Maar als Lowietje bij de les is komt hij met Blonde Sientje uit de Sint-Annendwarsstraat. Elke woensdag heeft deze niese een vaste klant, die om half zes precies zijn etablissement per taxi verlaat. Hij maakt soms een teken van een kruis met zijn wijsvingers. De Cock laat hierop de foto van Anthonie zien. Lowie schrikt en schrikt nogmaals als De Cock moet bekennen dat de man van de foto vermoord is met een ponjaard. Blonde Sientje vertelt dat Anthonie al 5 jaar elke woensdag over de vloer komt. De eerste reactie van haar op zijn dood is dat het haar 500 gulden per week scheelt. Even later vertelt ze snikkend dat ze net vorige week een huwelijksaanzoek van Anthonie heeft gekregen. Hij moest alleen nog van zijn wijf af.
De volgende morgen blijkt Robert Finken gearresteerd. Dick Vledder is blij dat de zaken zijn opgelost, maar De Cock twijfelt. Andreas van Aerdenburg meldt zich bij de twee rechercheurs. Na een diepgaand gesprek met rechercheur De Cock is hij ervan overtuigd dat de moordenaar van binnenuit de Broederschap van het Kruis komt. Robert Finken kent hij al vanaf zijn jeugd en vindt hem geen potentiële moordenaar. De ethiek stond bij Anthonie niet zo hoog in aanzien als bij Henry. Na zijn vertrek praten Dick Vledder en De Cock uitgebreid verder. Hun gesprek wordt onderbroken door Frederik Finken, die komt klagen dat zijn zoon is gearresteerd. De Cock klaagt over leugens en halve waarheden in de twee moordzaken. Ook van Frederik die nooit bevriend is geweest met Anthonie en zijn weduwe niet netjes van de moord op de hoogte heeft gebracht, zoals De Cock hem had gevraagd. Frederik geeft deze feiten toe. Bovendien was Robert wél in Naarden op de plaats delict, vlak na de moord op Henry. Maar Frederik vertrouwt de tempeliers niet, de dode en de levende. Daarom wil hij zelf graag tempelier worden om de fraude uit te bannen.
De collega's van Gooi en Vechtstreek zijn er nog steeds van overtuigd dat Robert Finken twee moorden gaat bekennen, maar Dick Vledder begint nu toch ook te twijfelen. De Cock twijfelt nu juist weer aan het verhaal van Robert Finken. Hij zou in Naarden voor een wijd open deur hebben gestaan, en dat wil er bij De Cock niet in. Beschermt hij de moordenaar? Zo heeft de grijze rechercheur nog veel meer vragen voor Robert, maar de discussie wordt weer verbroken door een moord. Theodorus Termunten heeft in de meditatiekamer aan de Vrijheidslaan collega Andreas van Aerdenburg aangetroffen met een ponjaard van het kruis in zijn rug. Theodorus vertelt De Cock dat hij gebeld werd door Andreas om in de tempel langs te komen want hij kende inmiddels de moordenaar. De Cock spreekt met Theodorus Termunten af dat hij zich de komende dagen in zijn woonhuis opsluit. De volgende dag heeft de Cock moeie voeten en uiteindelijk komt Dick Vledder hem thuis ophalen. Ze gaan de secretaresse van Anthonie, Anita Wilkens, alsnog verhoren. Ze geeft een algemeen beeld van haar overleden chef, dat goed past in het beeld dat de twee rechercheurs reeds hadden opgebouwd. Een detail springt wel in het oog. Op de dag van zijn dood liet hij Anita 28 rode rozen kopen. Met die rozen heeft hij de bank fluitend verlaten.
Met Theodorus Termunten zijn medewerking zet De Cock een valstrik op. Eerstgenoemde schreef de moordenaar een brief om hem in de tempel te komen opzoeken in de meditatiekamer. De Cock en Vledder zijn binnen, de rechercheurs Fred Prins en Appie Keizer buiten. Dick Vledder vreest dat De Cock deze keer mis tast, want hij ziet door een kijkgaatje dat een vrouw Theodorus in zijn rug steekt. Hij overmeestert Vera de Koning en draagt haar over aan zijn collega's. Hij stelt de Cock aansprakelijk voor de moord op de vierde tempelier. De Cock laat zien dat de moord is gepleegd op een Theodorus-pop. Bij hem thuis legt De Cock het uit aan zijn drie collega's. De 28 rozen gaven laat opening van zaken. Als De Cock eerder de secretaresse van Anthonie had verhoord, was er veel leed voorkomen. De enige vrouw van 28 die in het stuk voorkwam was Vera de Koning. Dokter den Koninghe had hem er al op gewezen dat de moordenaar waarschijnlijk kleiner was dan Anthonie, gelet op de stand van de ponjaard. Vera de Koning heeft openhartig de drie moorden bekend en ook dat ze graag een vierde had gepleegd. Haar vader had zijn bezit grotendeels verkwanseld aan de Broederschap. Bovendien werd haar vader door Anthonie gechanteerd met pedofiele praktijken, die zijn dochter ook een keer had moeten aanschouwen. Na de dood van haar vader maakte Vera een afspraak met Anthonie om tenminste haar grachtenpand terug te krijgen. Voor de laatste mislukte moord had De Cock een begenadigd poppenspeler ingeschakeld, Don Alfredo. Als de rechercheurs weg zijn wil mevrouw De Cock wel eens weten waarom de deur in Naarden open stond? De Cock legt uit dat Robert Finken inderdaad zijn ex-vrouw heeft zien weglopen van de plaats delict. Oude liefde roest niet.